# استودیو انسمبل
استودیو انسمبل (به انگلیسی: Ensemble Studios) یک استودیو ساخت بازی‌های رایانه‌ای که به عنوان زیرمجموعه‌ای از شرکت مایکروسافت فعالیت می‌کرد. این استودیو کار خود را از سال ۱۹۹۵ آغاز کرد و در کارنامه کاری خود، عناوینی چون عصر فرمانروایان، عصر اسطوره‌ها و نبردهای هیلو را دراختیار دارد. این شرکت در سال ۲۰۰۹ منحل اعلام شد. این استودیو بازی‌سازی، در طول زمان فعالیت خود، افتخارات گوناگونی را کسب کرده‌است. ساخت بهترین بازی سال برای ویندوز در سال ۲۰۰۵ از جانب گیم‌اسپای از جمله این افتخارات هستند.